# 汤姆·理查兹 (田径运动员)
汤姆·理查兹（英語：Tom Richards，1910年3月15日—1985年1月19日），英国男子田径运动员。他曾代表英国参加1948年夏季奥林匹克运动会田径比赛，获得男子马拉松银牌。